# 로맹 그로장
로맹 다비드 제레미 그로장(프랑스어: Romain David Jeremie Grosjean, 1986년 4월 17일 ~ )은 프랑스와 스위스의 자동차 경주 선수이다. 프랑스 국적으로 대회에 출전하고 있으며, NTT 인디카 시리즈에 훙코스 홀링거 레이싱(Juncos Hollinger Racing) 소속으로 참가하고 있다. 과거 포뮬러 원에서 활동하였으며 로터스 F1 소속으로 10회의 포디엄을 기록했다.
2005년 프랑스 포뮬러 르노 챔피언십을 우승하고 로노 영 드라이버 프로그램에 참가했으며, 2007년 포뮬러 3 유로 시리즈, 2008년 GP2 아시아 시리즈 챔피언을 달성하고 GP2 데뷔년도에 챔피언십 4위를 기록했다. 2009년 유러피언 그랑프리로 첫 포뮬러 원 경기에 출전하였으며, GP2 후반기 경기를 결장하였음에도 챔피언십 4위를 기록했다. 2010년 하위 포뮬러로 복귀하여 2010년 오토 GP 챔피언십 우승, 2011년 GP2 아시아 시리즈와 GP 시리즈를 동시 우승하였다.
2012년 로터스 F1 소속 키미 래이쾨넨의 팀메이트로 포뮬러 원에 복귀하였다. 2012년 바레인 그랑프리에서 첫 포디엄을 달성했으며 2012년 스페인 그랑프리에서 첫 패스티스트 랩을 기록했다. 2012년 벨기에 그랑프리에서 다중 추돌사고를 유발하여 1994년 이래 처음 레이스 출장정지 징계를 받은 선수가 되었다. 이듬해인 2013년 시즌에 로터스에 잔류하여 6회의 포디엄을 기록했다. 2014년, 2015년 패스토르 말도나도의 팀메이트로 로터스 소속을 유지하여 2015년 벨기에 그랑프리 포디엄을 달성했으며 하스 F1으로 이적하여 2016년부터 2020년까지 활동했다. 그로장은 마지막 포뮬러 원 경기가 된 2020년 바레인 그랑프리에서 차량이 금속 암코 배리어를 관통하고 둘로 분리된 뒤 화재에 휩싸인 극적인 사고에서 생존했다. 그로장은 사고로 경미한 화상을 입었으며, 헤일로가 자신의 생명을 구했다고 말했다.
2020년 포뮬러 원 시즌이 종료된 뒤 그로장은 인디카 시리즈로 옮겼다. 출장 세번째 경기였던 그랑프리 오브 인디애나폴리스에서 첫 폴 포지션과 포디엄을 기록했다.